# Hans Krollmann
Hans Krollmann, né le 7 novembre 1929 à Werdau, et mort le 15 mars 2016 à Cassel est un homme politique allemand, membre du Parti social-démocrate d'Allemagne (SPD), ancien ministre, Vice-ministre-président et président du SPD de Hesse. Il est le premier chef de file social-démocrate à ne pas accéder au pouvoir à la suite des élections dans ce Land.

## Vie professionnelle: formation et carrière
Après avoir passé son Abitur, il entame des études supérieures de droit à l'université de Münster, les poursuit à l'université de Cologne, et les termine en 1954 à l'université de Hambourg, par l'obtention de son premier diplôme juridique d'État. Il reçoit le second cinq ans plus tard, et devient alors fonctionnaire municipal de la ville de Kassel.

## Vie politique

### Les premiers mandats
En 1967, il est nommé responsable des finances (Stadtkämmerer) de Kassel, puis il est choisi deux ans plus tard comme secrétaire d'État au ministère régional de l'Intérieur par le ministre Johannes Strelitz. Il entre au Landtag en 1970, où il prend en 1972 la présidence du groupe SPD, le plus important de l'assemblée avec 53 députés sur 110.

### Ministre de l'Éducation de Hesse
Il entre au gouvernement social-libéral du ministre-président social-démocrate Albert Osswald, pour y occuper le poste de ministre régional de l'Agriculture et de l'Environnement, le 8 octobre 1973. Un peu plus d'un an plus tard, le 16 décembre 1974, il est désigné ministre de l'Éducation, à la suite de la reconduction de la coalition SPD/FDP aux élections régionales du 27 octobre. Le 20 octobre 1976, il est confirmé dans ses fonctions par le nouveau chef du gouvernement régional, Holger Börner.

### Vice-ministre-président
Aux élections du 26 septembre 1982, les chrétiens-démocrates arrivent en tête à la majorité relative, les libéraux perdent leur représentation au Landtag, tandis que les écologistes y font leur entrée. Tirant les conséquences de cette défaite, les deux ministres du FDP se retirent du gouvernement deux jours plus tard, et Börner choisit Hans Krollmann comme nouveau Vice-ministre-président, à titre provisoire.
À partir du 1er décembre, le gouvernement se trouve chargé d'expédier les affaires courantes, jusqu'à la tenue de nouvelles élections, qui ont lieu le 25 septembre 1983. Les sociaux-démocrates l'emportent, mais sans majorité absolue. Ils refusent toujours de former une alliance avec Les Verts, alors que les libéraux souhaitent faire alliance avec les chrétiens-démocrates.
Un accord de coalition est finalement conclu avec les écologistes, et un nouveau gouvernement est finalement formé le 4 juillet 1984, dans lequel Hans Krollmann devient ministre des Finances, tout en restant Vice-ministre-président.

### Les élections de 1987
L'alliance est finalement rompue en février 1987, ce qui conduit à la convocation d'élections anticipées le 5 avril. Il est alors désigné chef de file du SPD, après que le ministre-président Holger Börner ait refusé d'être de nouveau candidat à sa succession, et président régional du parti. La campagne se centre avant tout sur l'éducation et le scrutin consacre la victoire du chrétien-démocrate Walter Wallmann, avec 42 % des voix, contre 40 % aux sociaux-démocrates. Wallmann forme alors une coalition avec les libéraux, dotée d'une très courte majorité de 56 sièges sur 110 au Landtag, renvoyant pour la première fois le SPD dans l'opposition régionale. Krollmann prend alors la présidence du groupe parlementaire, mais il est remplacé un an plus tard, puis il cède la présidence de la fédération régionale en 1989 à Hans Eichel. Il continue de siéger au Parlement régional jusqu'en 1991, puis se retire de la vie politique.